# 短刺西南莩草
短刺西南莩草（学名：Setaria forbesiana var. breviseta）为禾本科狗尾草属下的一个变种。